# Languedoc-pézenas
Cet article concerne le vin. Pour la ville, voir Pézenas. Pour le politicien, voir Joseph Pézenas de Pluvinal.
Le pézenas, ou languedoc-pézenas, est un vin rouge produit autour de Pézenas, dans l'Hérault.
Il s'agit d'une des dénominations géographiques au sein de l'appellation régionale languedoc.

## Histoire

### Antiquité
L’activité viticole dans la région de Pézenas est attestée dès le VIIe siècle av. J.-C. On peut citer l’oppidum de Saint-Siméon dans la vallée de la Peyne dont l’activité parait significative dès la fin du VIIe siècle av. J.-C. Elle était liée aux contacts que les populations indigènes développent avec les Étrusques et surtout les Grecs, établis à Marseille et à Agde et qui connaissent les techniques de vinification.
Dès le Ier siècle apr. J.-C.,  Pézenas (Piscennae) parait avec sa qualité de ville latine, reconnue par Rome comme vrai municipe. C’était, de plus, un point stratégique sur les routes d’Agde à Lodève et de Montagnac à Béziers.
De nombreux établissements gallo-romains attestent d’activités viticoles intenses dès l’Antiquité. Des fragments de dolia (grand vase semi-enterré de 1 000 à 1 800 litres permettant le stockage de l’huile et du vin) ont été retrouvés sur près de 70 sites autour de Pézenas.
On recense des ateliers d’amphores vinaires surtout aux alentours d’Aspiran qui témoigneraient d’une activité d’exportation.

## Situation géographique

### Climatologie
Le climat de ce terroir viticole est typiquement méditerranéen. Il se caractérise par des hivers doux, des étés chauds et secs et des précipitations rares et concentrées notamment en automne de septembre à décembre (les précipitations annuelles sont proches de 800 mm). Au contraire, l'été est souvent très sec, voire aride dans l'arrière pays des garrigues, avec seulement quelques précipitations en août liées aux orages. Les vents dominants sont la tramontane, vent sec et froid qui chasse les nuages, et le marin, vent humide qui au contraire amène les nuages. Il peut parfois être très violent.
Le taux d'ensoleillement journalier moyen est de 7 h 22, largement supérieur à la moyenne française de 4 h 46. En outre, relativement "protégée" du Mistral et de la Tramontane par l'avancée des reliefs cévenols, Montpellier est la ville la moins ventée du golfe du Lion. De plus, la proximité de la mer favorise l'installation de la brise marine qui tempère les excès thermiques en été.
La température annuelle moyenne est de 14,2 °C, supérieure à la moyenne nationale de 12,2 °C.
Le tableau ci-dessous indique les températures et les précipitations pour l'année 2007 :
| Mois                                   | J  | F   | M  | A    | M  | J  | J  | A    | S    | O   | N  | D  | Année |
| -------------------------------------- | -- | --- | -- | ---- | -- | -- | -- | ---- | ---- | --- | -- | -- | ----- |
| Températures moyennes maximales (°C)   | 11 | 11  | 14 | 16   | 20 | 25 | 26 | 26   | 23   | 19  | 14 | 12 | 17,6  |
| Températures moyennes minimales (°C)   | 7  | 7   | 10 | 11   | 14 | 19 | 20 | 21   | 18   | 15  | 10 | 8  | 13,3  |
| Températures moyennes (°C)             | 9  | 9   | 12 | 13,5 | 17 | 22 | 23 | 23,5 | 21,5 | 17  | 12 | 10 | 15,6  |
| Précipitations (hauteur moyenne en mm) | 60 | 105 | 10 | 15   | 90 | 0  | 3  | 10   | 29   | 144 | 21 | 72 | 659   |
| Source: MSN météo                      |    |     |    |      |    |    |    |      |      |     |    |    |       |

## Vignoble

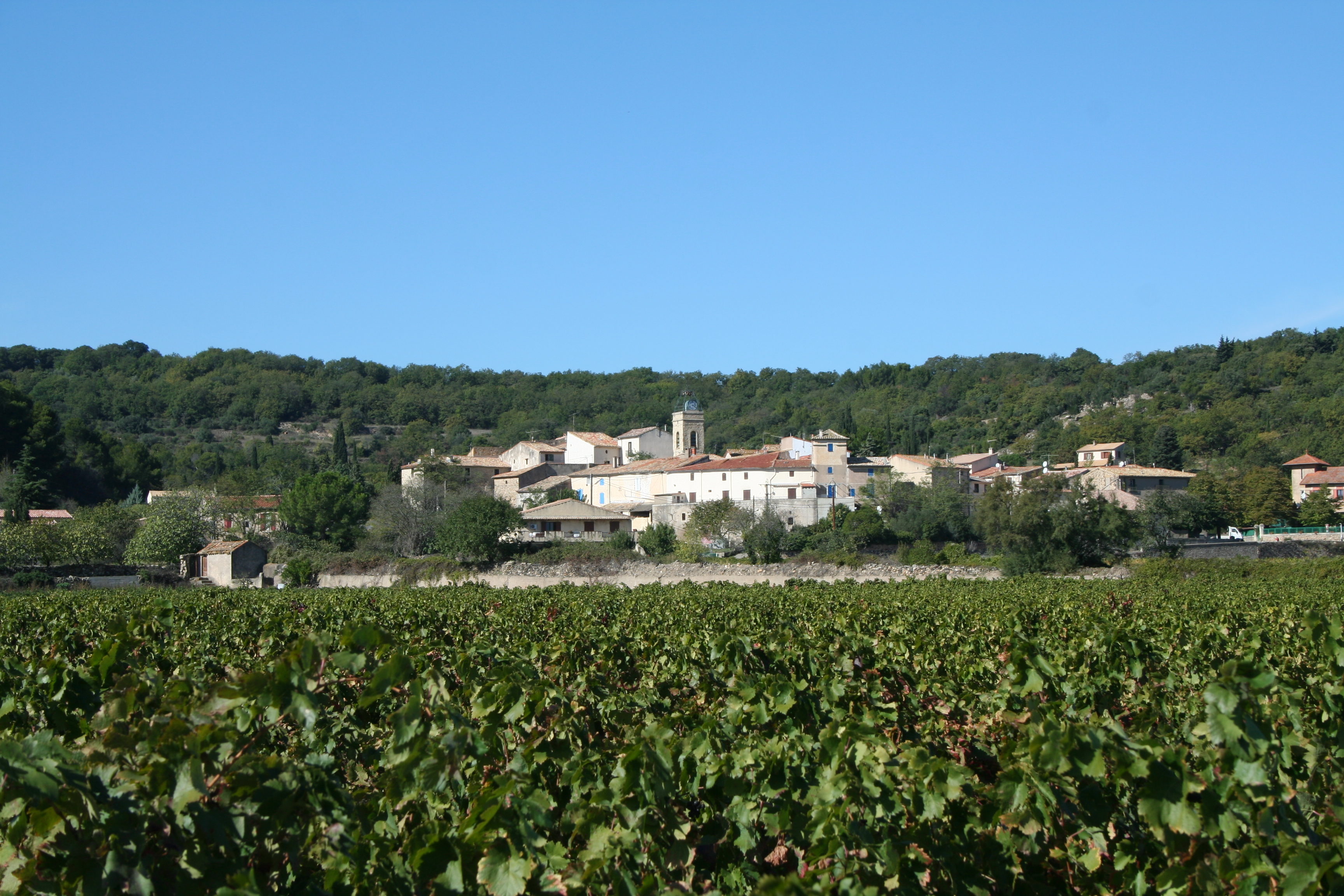
Le vignoble de Lieuran-Cabrières

### Présentation
Le vignoble s'étend sur les communes de : Adissan, Aspiran, Caux, Fontès, Fouzilhon, Gabian, Lieuran-Cabrières, Montesquieu, Neffiès, Nizas, Paulhan, Péret, Pézenas, Roujan et Vailhan.

### Encépagement
Cépages principaux : grenache N, mourvèdre N, syrah N.
Cépages accessoires : carignan N, cinsaut N.

### Méthodes culturales

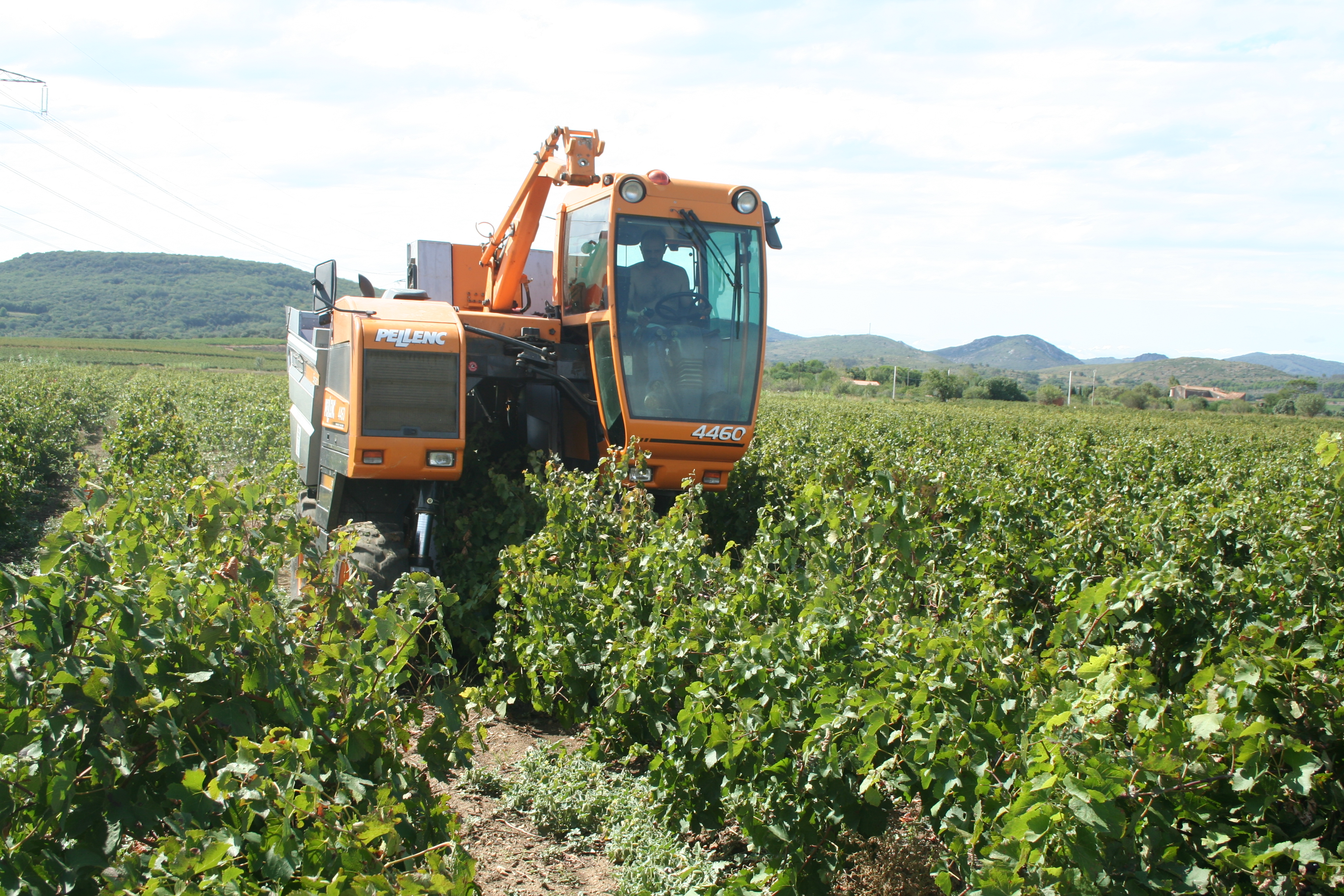
Vendanges mécaniques à Fontès

### Type de vins et gastronomie
Ce vin rouge permet une gamme d'accord étendue.Tout d'abord avec des apéritifs puisqu'il peut être marié à un fricandó catalan, des grotillons, du saucisson de pays, notamment celui de Vallabrègues, des samoussas au bœuf ou encore avec une terrine de sanglier.
Il est parfait aussi avec des entrées telle que la soupe corse à l'os, la pipérade aux poivrons, la crème andalouse, les blettes farcies à l'agneau ou bien encore avec une garbure aux haricots tarbais.
Il s'impose avec des mets régionaux tels que la brageole, le boudin de l'Aude, les différents cassoulets, la pouteille du Gévaudan, une côte de bœuf de l'Aubrac grillée ainsi qu'avec un carré d'agneau au miel et romarin.

### Commercialisation
La commercialisation de cette appellation se fait par divers canaux de vente : dans les caveaux du viticulteur, dans les salons des vins (vignerons indépendants, etc.), dans les foires gastronomiques, par exportation, dans les Cafés-Hôtels-Restaurants (C.H.R), dans les grandes et moyennes surfaces (G.M.S).